# Waldbüttelbrunn
Waldbüttelbrunn ist eine Gemeinde im unterfränkischen Landkreis Würzburg.

## Geographie
Waldbüttelbrunn liegt acht Kilometer westlich von Würzburg im Norden Bayerns. Weitere Nachbarorte sind Zell am Main, Höchberg, Eisingen und Hettstadt. Die Gemeinde liegt im Zentrum der sogenannten Zeller Mulde, einer für die geologische Formation des Regierungsbezirks Unterfranken typischen Anordnung der Schichten. 

### Ausdehnung des Gemeindegebiets
Die Gemeinde hat eine Gesamtfläche von 1910,31 Hektar, davon sind 406,71 Hektar Wald, 1177,47 Hektar werden landwirtschaftlich genutzt und 131,26 Hektar sind bebaut. Im Norden der Gemeinde befindet sich ein Gewerbegebiet mit über 1000 Beschäftigten.

### Gemeindegliederung
Es gibt drei Gemeindeteile (in Klammern ist der Siedlungstyp angegeben):
- Mädelhofen (Kirchdorf)
- Roßbrunn (Pfarrdorf)
- Waldbüttelbrunn (Pfarrdorf)

Es gibt die Gemarkungen Roßbrunn und Waldbüttelbrunn.

## Name

### Etymologie
Der Zusatz Wald- unterscheidet die Bezeichnung vom Namen Gaubüttelbrunn, den ein ebenfalls zum Landkreis Würzburg gehörender Ortsteil Kirchheims trägt. Im Ortsdialekt wird ohne diesen Namenszusatz von „Bidlbrunn“ gesprochen. Die Wortbildung könnte auf das Verb butteln oder buddelen mit der Bedeutung ‚brodeln‘ zurückgehen. Als Bestimmungswort kommt aber eher butil ‚Diener‘ infrage, daneben auch ein Personenname wie Butilo, einen frühen Siedler an der Quelle benennend.

### Frühere Schreibweisen
Frühere Schreibweisen des Ortes aus diversen historischen Karten und Urkunden:
| - 988 Butelbrun - 1291 Butelbrunne - 1367 Waltbuttelbronn | - 1376 Waltbuetelbruennen - 1791 Waltbüttelbrun - 1820 Waldbüttelbrunn |

## Geschichte
Die erste urkundliche Erwähnung des Orts stammt aus dem Jahre 748 im Zusammenhang mit einer Schenkung des Ritterstiftes St. Burkhard. Zur 1250-Jahr-Feier legte die Gemeinde 1998 u. a. eine Festschrift auf.
Als Teil des Hochstiftes Würzburg, das zum Fränkischen Reichskreis gehörte, wurde Waldbüttelbrunn 1803 zugunsten Bayerns säkularisiert und im Frieden von Preßburg (1805) Erzherzog Ferdinand von Toskana zur Bildung des Großherzogtums Würzburg überlassen, mit dem es 1814 endgültig an Bayern fiel. Im Zuge der Verwaltungsreformen in Bayern entstand mit dem Gemeindeedikt von 1818 die heutige Gemeinde.
Im Jahr 1866 fand auf dem Gebiet von Waldbüttelbrunn eines der letzten Gefechte des Deutschen Krieges statt.

### Eingemeindungen
Im Zuge der Gebietsreform in Bayern wurde am 1. Mai 1978 die Gemeinde Roßbrunn eingegliedert.

### Einwohnerentwicklung
| Jahr      | 1950 | 1961 | 1970 | 1987 | 2011 | 2015 | 2018 | 2021 |
| Einwohner | 2398 | 2705 | 2926 | 4066 | 4864 | 4866 | 4874 | 5001 |

Im Zeitraum 1988 bis 2018 stieg die Einwohnerzahl von 4166 auf 4874 um 708 Einwohner bzw. um 17 %. 2005 hatte die Gemeinde 5085 Einwohner.
Quelle: BayLfStat

## Politik

### Gemeinderat
Die Gemeinderat hat 16 Sitze. Bei der Kommunalwahl vom 15. März 2020 haben von den 3.912 Stimmberechtigten 2.688 von ihrem Wahlrecht Gebrauch gemacht, womit die Wahlbeteiligung bei 68,71 % lag. Die Diagramme zeigen das Wahlergebnis und die daraus folgende Sitzverteilung.

### Bürgermeister
Erster Bürgermeister ist seit dem 1. Mai 2014 Klaus Schmidt (SPD/UB), der bei der Kommunalwahl 2014 die Stichwahl um das Amt mit einer Mehrheit von 55,7 % der Stimmen für sich entscheiden konnte. Bei der Kommunalwahl 2020 wurde er in der Stichwahl vom 29. März 2020 mit 58,35 % der Stimmen wiedergewählt.

### Wappen
| | Blasonierung: „In Rot ein silberner Ziehbrunnen mit Eimer an der Kette.“ |
| Das Wappen ist von einem seit 1642 belegten Dorfgerichtssiegel abgeleitet. Als sprechendes Wappen zeigt es in den fränkischen Farben Rot und Silber den namengebenden Brunnen. |                                                                          |

### Partnerschaften
Waldbüttelbrunn pflegt Kontakte zur Thüringer Gemeinde Remptendorf (seit 1990), zur französischen Gemeinde Fleury-sur-Orne in der Normandie (1990/91) und zum Ort Radomysl nad Sanem in Polen.

### Allianz Waldsassengau
Seit dem 20. November 2014 ist Waldbüttelbrunn mit zwölf weiteren Gemeinden in der Allianz Waldsassengau organisiert. Der Verein dient der interkommunalen Zusammenarbeit.

## Sport
Sportliches Aushängeschild der Gemeinde ist die Handballabteilung der DJK Waldbüttelbrunn. Die erste Herrenmannschaft trägt seit Jahren als fester Bestandteil der Handball-Bayernliga und seit dem Aufstieg 2022 in die 3. Liga den Namen der Gemeinde über die Grenzen des Landkreises hinaus. Daneben existieren zahlreiche weitere Sportvereine. Zu den größten zählt die TSG Waldbüttelbrunn mit den Abteilungen Fußball und Tischtennis sowie der Radfahrverein Solidarität (insbesondere Radball und Kunstradfahren).
Rund um die Gemeinde herum erstreckt sich ein ausgeschildertes Netz von fünf Nordic-Walking-Strecken zwischen 2,2 km und 10 km Länge.

## Kultur und Sehenswürdigkeiten

Sakralgebäude in der Gemeinde
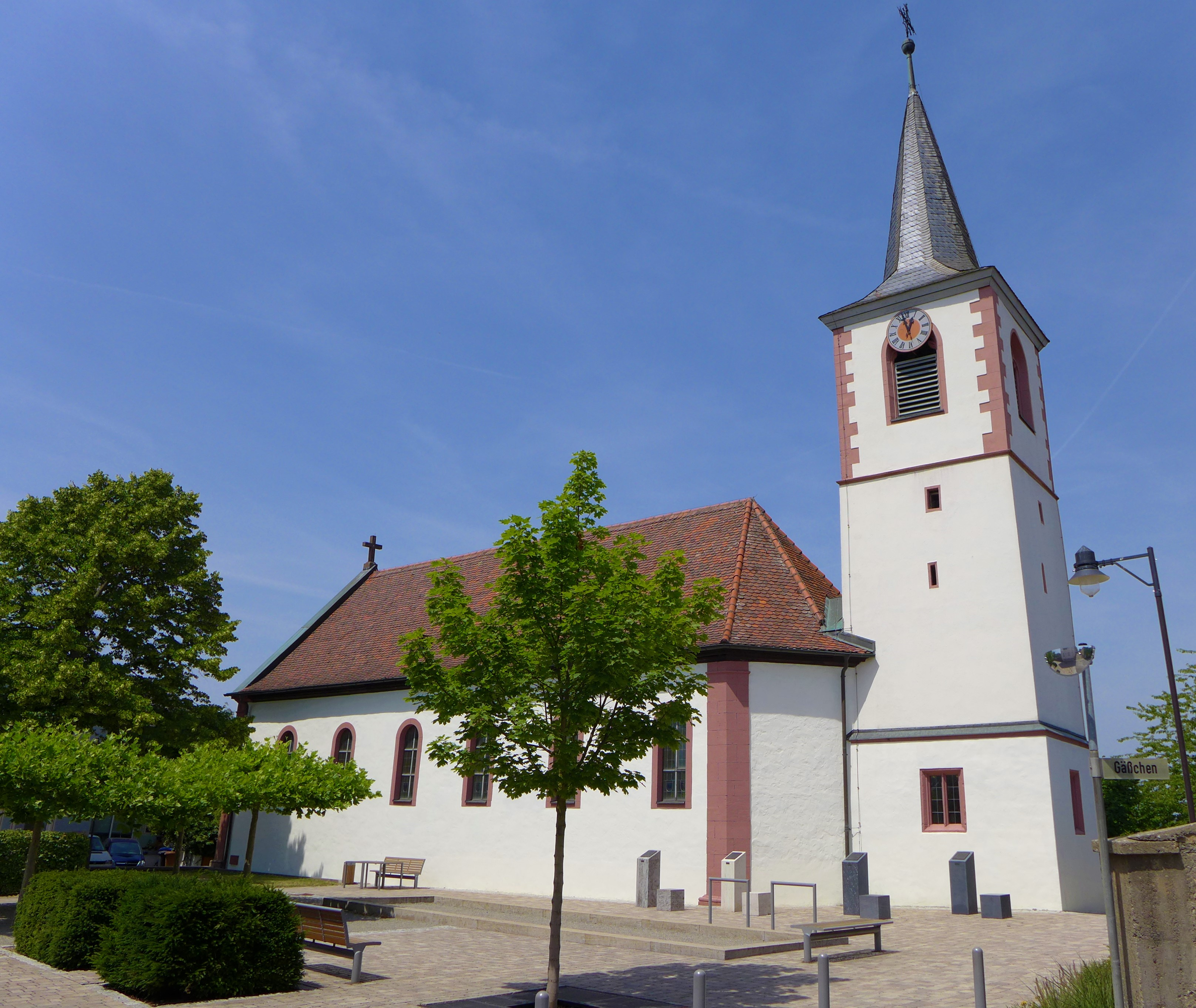
Alte Kirche Waldbüttelbrunn, errichtet 1751 durch das Ritterstift St. Burkard, Würzburg; älteste Bausubstanz: das spätgotische Untergeschoss des Ostturms; seit 1980 Festsaal der Gemeinde.
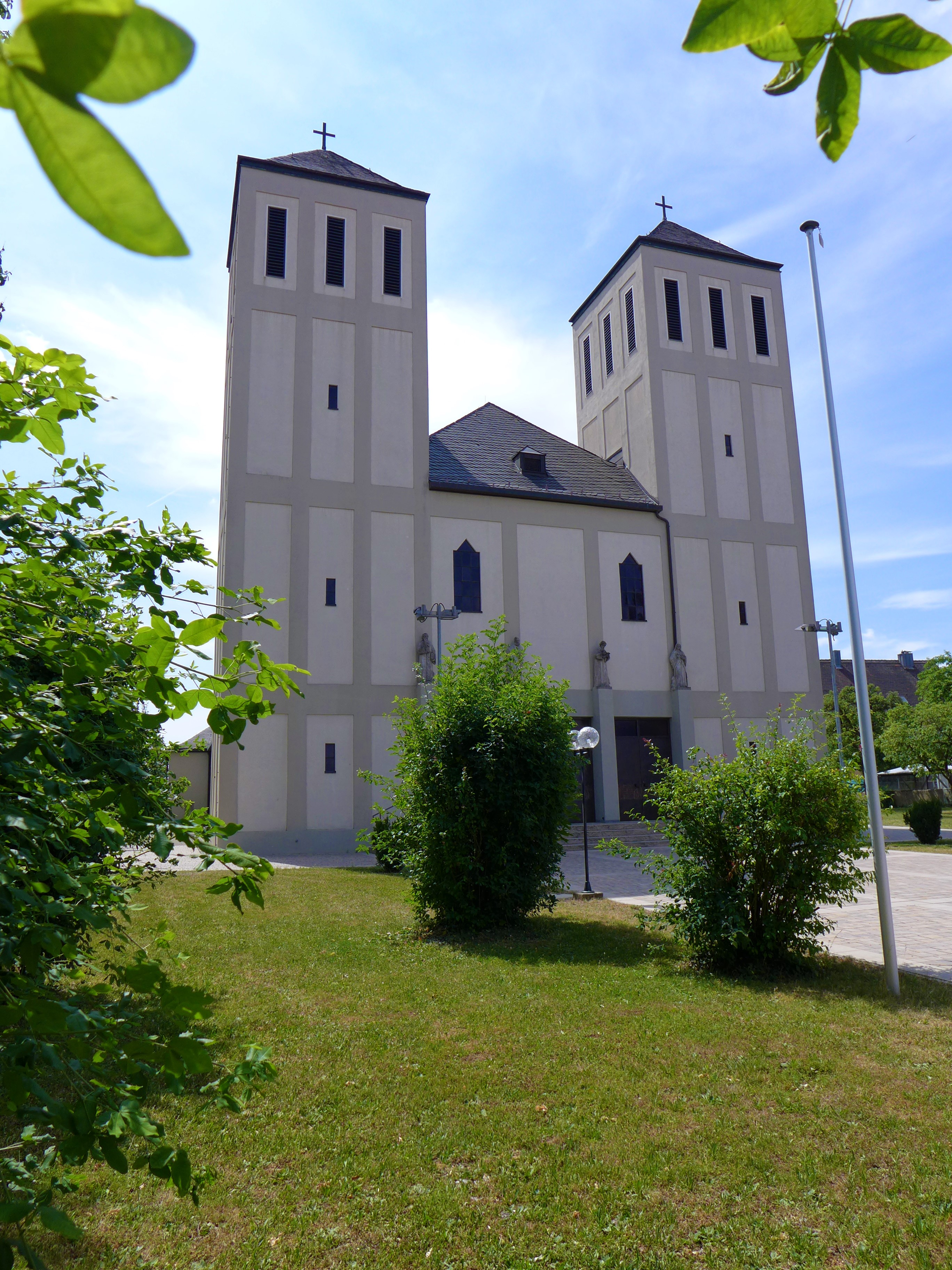
Waldbüttelbrunn, Kirche St. Bartholomäus von 1929 im Stil des Expressionismus
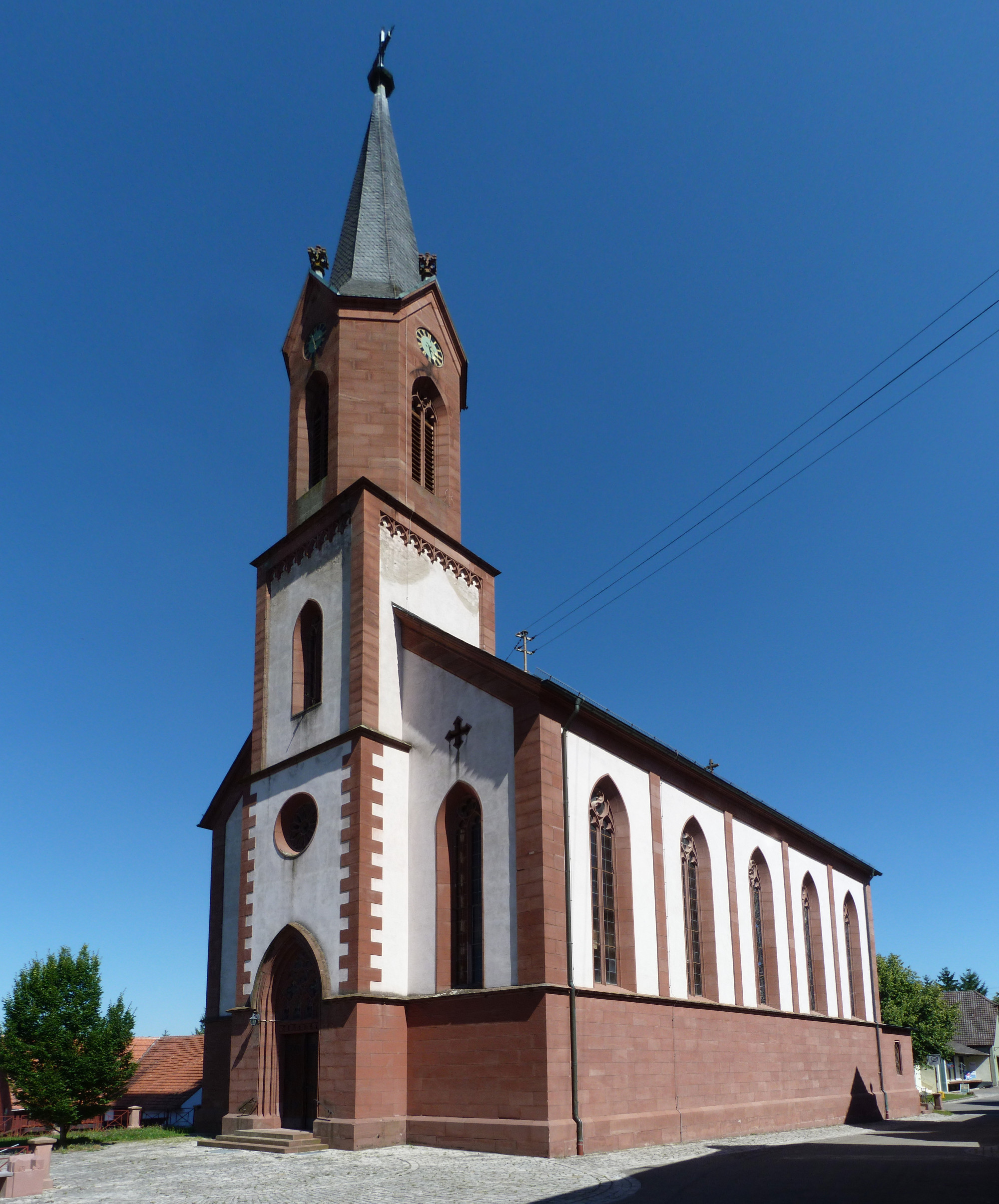
Roßbrunn, Kirche St. Josef, erbaut in den Jahren 1867–1872 durch den Würzburger Baumeister Stapf als Stiftung der Posthalterstochter Margaretha Horn (1825–1864) und ihrer Geschwister, neogotisches Kirchenäußeres
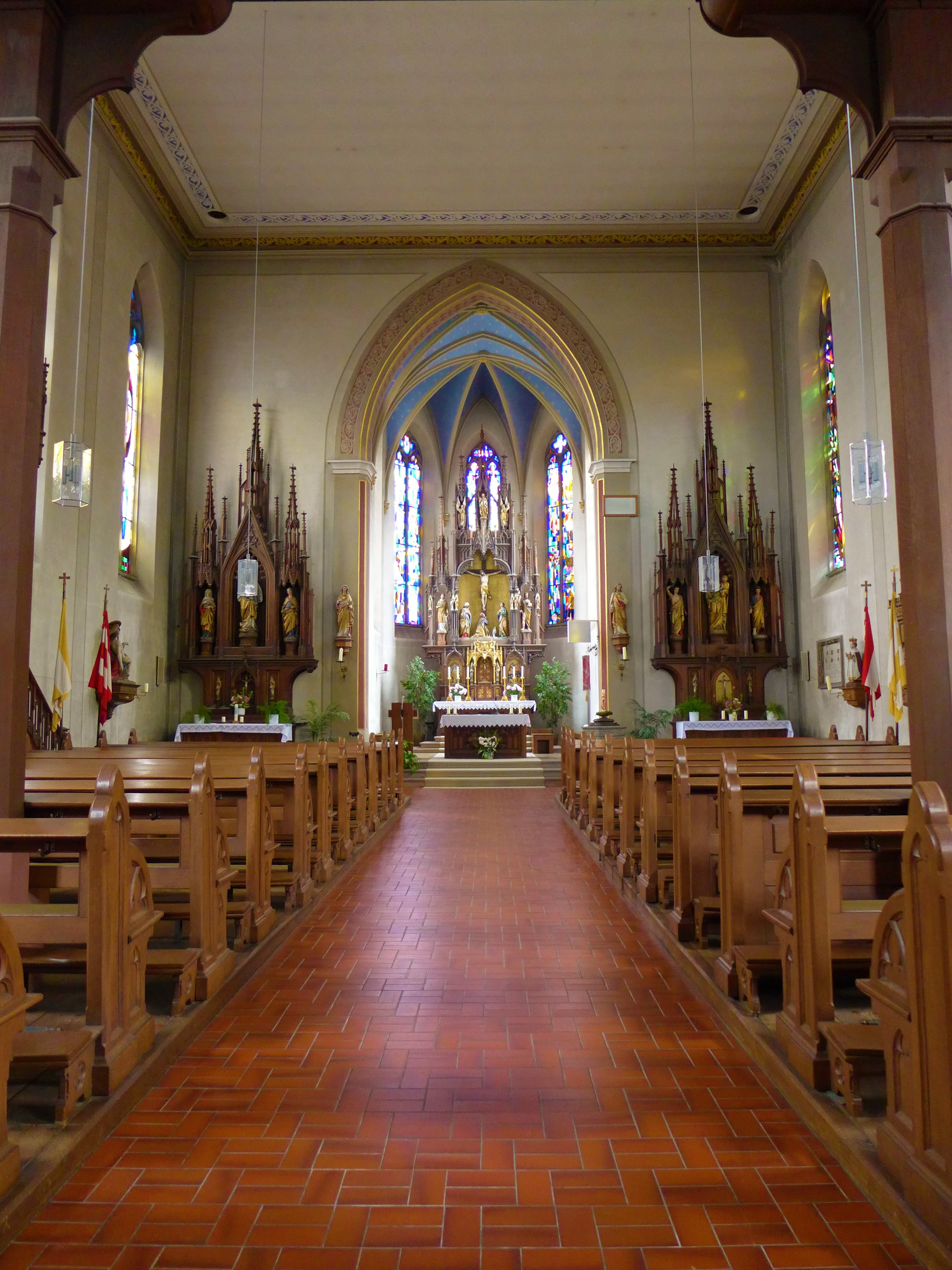
Roßbrunn, St. Josef, Inneres, Blick zur Apsis mit Hochaltar, links Marienaltar, rechts Josefsaltar
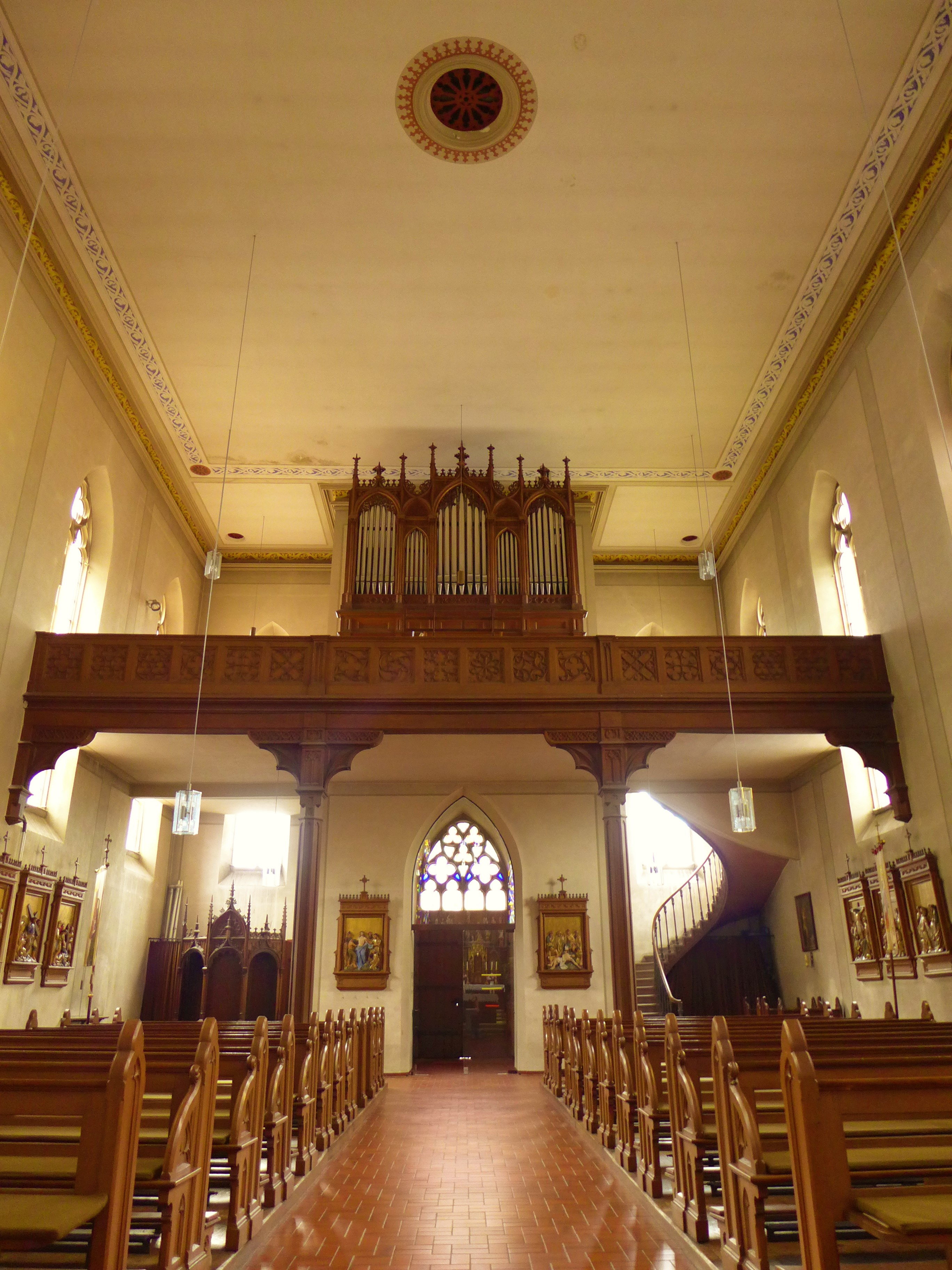
Roßbrunn, St. Josef, Inneres, Blick zur Orgelempore
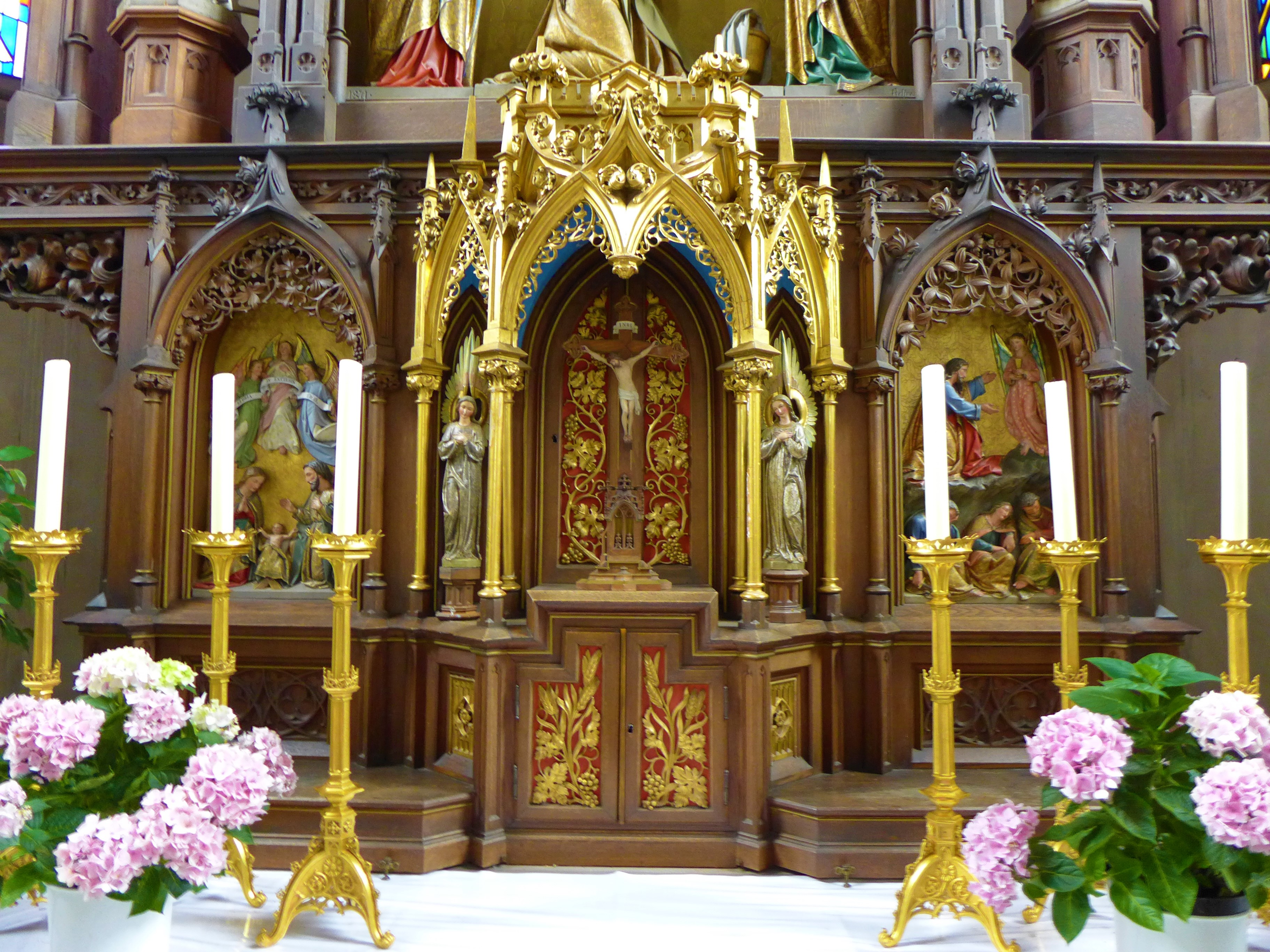
Roßbrunn, St. Josef, Expositoriumsnische des neogotischen Hochaltars

## Öffentliche Gebäude und Institutionen

### Verwaltung/Bürgerservice
- Gemeindezentrum
- Kommunaler Wertstoffhof im Gewerbegebiet

### Kulturelle Einrichtungen
- Alte Kirche (kulturelle Veranstaltungen wie Konzerte, Theateraufführungen, Ausstellungen etc.)
- Katholische Kirche St. Bartholomäus in Waldbüttelbrunn
- Evangelisches Gemeindehaus Paul-Gerhardt-Haus in Waldbüttelbrunn
- Haus am Horizont (Kunstwerk, 1998 im Rahmen der 1250-Jahr-Feier von Ulrike Hamprecht und 341 Kindern entworfen)
- Katholische Kirche St. Josef in Roßbrunn
- Katholische Kirche St. Kilian in Mädelhofen

### Jugendzentren
- Jugendzentrum (JUZ) Waldbüttelbrunn
- Jugendzentrum (JUZ) Roßbrunn
- Jugendzentrum (JUZ) Mädelhofen

### Senioren
- Seniorenzentrum „Arche am Seeweg“ (36 vollstationäre Pflegeplätze und sechs Tagespflegeplätze)

### Historische Gebäude
- Jagdhaus von Julius Echter (wurde nie fertiggestellt)

## Bildung und Erziehung
In Waldbüttelbrunn gibt es drei Kindergärten, ein weiterer befindet sich im Ortsteil Roßbrunn. In der Grund- und Mittelschule (Verbandschule) Waldbüttelbrunn werden Kinder und Jugendliche aus Waldbüttelbrunn, Mädelhofen, Roßbrunn, Hettstadt und Greußenheim unterrichtet.

## Persönlichkeiten
- Heinrich Schmitt (1895–1951), Politiker
- Johann Maag (1898–1976), Gewerkschafter und Politiker
- Oskar Rudolf Dengel (1899–1964), Verwaltungsjurist
- Dieter Michael Feineis (1945–2021), römisch-katholischer Geistlicher und Kirchenhistoriker
- Gary Hines (* 1984), Handballspieler
- Carolin No, Singer/Songwriter-Duo
- Wolfgang Malisch (* 1943), deutscher Chemiker, Hochschullehrer und Basketballfunktionär